# IC 3401
IC 3401 ist eine kompakte Galaxie vom Hubble-Typ C im Sternbild Haar der Berenike am Nordsternhimmel. Sie ist schätzungsweise 860 Millionen Lichtjahre von der Milchstraße entfernt und hat einen Durchmesser von etwa 105.000 Lichtjahren.

Im selben Himmelsareal befinden sich u. a. die Galaxien IC 3380, IC 3394, IC 3421, PGC 3089431.
Das Objekt wurde am 23. März 1903 vom deutschen Astronomen Max Wolf entdeckt.